# Power Mac G4 Cube

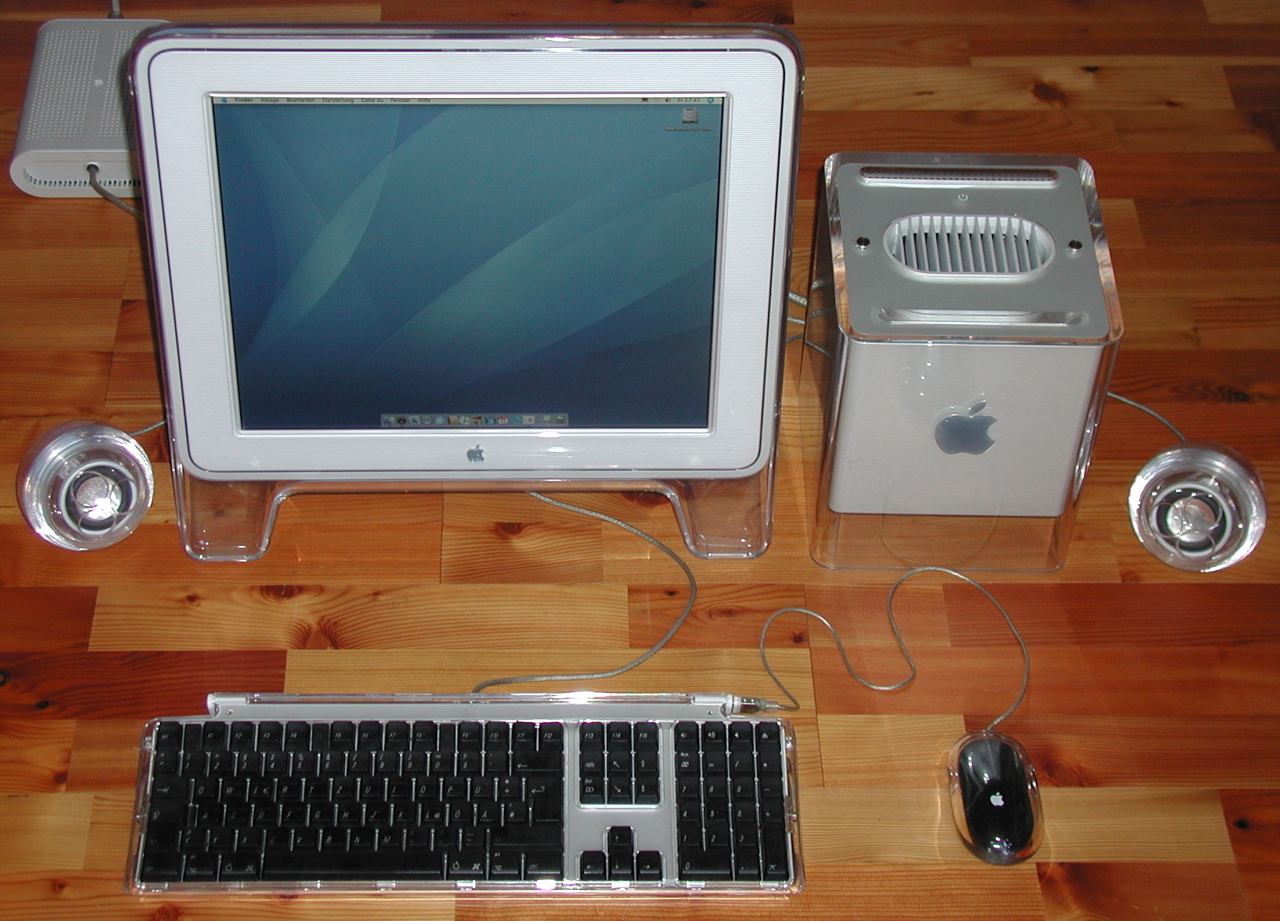
Apples PowerMac G4 Cube mit Studio Display (17 Zoll)

Der Power Mac G4 Cube (cube, englisch für Würfel) ist ein PC-Modell der Power-Mac-Reihe von Apple. Der Cube wurde am 19. Juli 2000 auf der MacWorldExpo in New York von Steve Jobs angekündigt, als technischer Olymp gepriesen und nur kurze Zeit gebaut. Er war vom 19. Juli 2000 bis Juli 2001 erhältlich, wurde wegen schlechter Verkaufszahlen auf unbestimmte Zeit gestoppt und nie mehr wieder ins Produktprogramm aufgenommen. Die gesamte Hardware des Rechners ist, mit Ausnahme vom Netzteil, in einem Quader aus Acryl mit ca. 20 × 20 cm Grundfläche verbaut.

## Technik
Der Rechner wurde so konstruiert, dass auf einen aktiven Lüfter (wie beim allerersten Macintosh von 1984) verzichtet werden konnte: Das Gehäuse hat oben und unten Lüftungsöffnungen, durch die erwärmte Luft nach oben entweichen kann und kühlere Umgebungsluft von unten nachströmt. Durch diese Bauweise hört man vom Cube im Betrieb nur mechanische Geräusche der ATA-Festplatte vor allem beim Lese-/Schreibvorgang.
Verbaut wurden PowerPC-G4-Prozessoren PPC7400, später auch PPC7410, mit 450 MHz (normale Version) oder 500 MHz (optional). An optischen Laufwerken standen ein Slot-in-DVD-ROM-Laufwerk bzw. später ein CD-RW-Laufwerk zur Auswahl. Die maximale Speicherkapazität (RAM) liegt bei 1,5 GB PC100-SDRAM in drei Sockeln. Für den drahtlosen Netzwerkbetrieb, Wireless LAN, ist ein Erweiterungssteckplatz für eine AirPort-Karte vorhanden. Modem, Fast-Ethernet-Netzwerkanschluss (10-/100-BaseT, RJ-45) sowie jeweils zwei USB-1.1- und FireWire-400-Anschlüsse sind auf der Hauptplatine untergebracht. Zur Standardausstattung gehörten 64 MB Arbeitsspeicher (RAM), eine 20-GB-Festplatte sowie als Grafikkarte in einem AGP-Steckplatz eine ATI Rage 128 Pro mit 16 MB VRAM. Beim 500-MHz-Modell gab es eine Radeon-7000-Karte mit ebenfalls 16 MB Bildspeicher als Bestelloption, die allerdings einen aktiven Lüfter aufweist. Ab Februar 2001 kam bei beiden Modellen eine Nvidia-Grafikkarte GeForce2 MX mit 32 MB als Bestelloption dazu. Im Lieferumfang des Cube waren außerdem enthalten: eine ApplePro-USB-Tastatur mit transparenter Eintastenmaus sowie zwei kleine USB-Lautsprecherkugeln von Harman Kardon, die an den USB-Anschluss des Cube (bzw. des Bildschirms) angeschlossen werden können. Das vorinstallierte Betriebssystem war Mac OS 9.0.4, in der überarbeiteten Version des Cubes vom Frühjahr 2001 Mac OS 9.1. Der Cube wurde von Apple offiziell bis Mac OS X Tiger unterstützt, die Mindestvoraussetzungen für Leopard (10.5, 2007) erfüllt er aufgrund der zu geringen Prozessorgeschwindigkeit nicht.
Die internen Bussysteme und Schnittstellen sind:
- Ultra ATA/66, der einzige 3,5″-Laufwerkseinschub ist belegt durch die Festplatte
- schmaler AGP-2x-Steckplatz, belegt von der Grafikkarte
- PC-Card-Slot für eine Apple-AirPort-Erweiterungskarte

Die Peripherieanschlüsse sind:
- Ethernet 100 MBit/s,
- 2 × USB 1.1 (sie liefern für die Lautsprecher mehr Strom als normale USB-Anschlüsse),
- 2 × FireWire 400,

Bei den bei Bestellung konfigurierbaren Grafikkarten:
- ADC-Bildschirmanschluss sowie
- VGA-Anschlussbuchse (15-polig, D-Sub).

Optional wurde der Cube mit einem 15″-TFT-Studio-Display mit einer Auflösung von 1024 × 768 Pixeln (XGA) verkauft.
Apple entwickelte seinerzeit auch an einer Gigabit-Ethernet-Option (es sind mindestens zwei Exemplare entsprechender interner Steckkarten bekannt, welche die serienmäßige 100-MBit/s-Steckkarte ersetzen); aufgrund des frühzeitigen Verkaufsstops kam es aber nicht mehr zu einer großen Verbreitung.

## Design
Apple-Designer Jonathan Ive gewann internationale Preise für das Design. Der G4 Cube findet sich in vielen Publikationen über Design und Produktdesign sowie ausgestellt in einigen Technikmuseen wieder. Er ist auch einer der wenigen Computer, die im New Yorker Museum of Modern Art (MoMA) ausgestellt sind.

## Kritik
Viel Kritik wurde am Cube geübt, weil er intern kaum erweiterbar war. Gegenüber seinem größeren Bruder, dem Power Mac G4, fehlen dem Cube die vier PCI-Erweiterungssteckplätze und die AGP-Grafikkarte muss eine bestimmte Größe aufweisen, um in den Cube überhaupt hineinzupassen. So bleibt lediglich mehr Arbeitsspeicher, eine passende Grafikkarte, eine größere interne Festplatte für die einzige interne 3,5″-Festplattenaufnahme (weil die Firmware nur LBA28 unterstützt, sind mehr als 128 GB nur mit einem speziellen Mac-OS-X-Treiber möglich) und eventuell noch ein anderes optisches Laufwerk, um den Cube zu erweitern. Wer mehr erweitern will, ist auf externe Geräte am USB- oder FireWire-400-Anschluss angewiesen. Weitere Kritikpunkte waren der um etwa 10 % höhere Preis gegenüber den anderen G4-Rechnern und das Fehlen eines CD-Brenners, der von Apple erst in einer späteren Revision verbaut wurde.

## Geschäft
Für Apple geriet der Cube finanziell zum Flop. Wegen seiner schlechten Verkaufszahlen (148.000 laut Apple) belastete er den Wert der Apple-Aktie nachhaltig – erst der iPod konnte die Krise beenden. Technologisch war der Cube dagegen ein Vorreiter, der den Weg freimachte für thermisch anspruchsvolles Computerdesign.
Grund für die zögerlichen Verkäufe waren vor allem der hohe Preis des Cubes sowie möglicherweise seine schlechte Erweiterbarkeit. Bei der Einführung kostete er in Deutschland 4.449 DM (rund 2.275 Euro, nach heutiger Kaufkraft ca. 3.590 Euro), was für die allermeisten Privatanwender zu teuer war. Die Zielgruppe der Grafiker und Video-Editoren bevorzugte hingegen einen vergleichbarer Power Mac G4 im Desktop-Gehäuse, der obendrein billiger war. Ab 20. Oktober, begrenzt bis zum Jahresende 2000, reagierte Apple mit einer Preissenkung um 750 DM im Bundle mit einem Apple Cinema Display: Der Cube inklusive 17″-CRT-Bildschirm kostete dann 4.999 DM (rund 2.556 Euro, nach heutiger Kaufkraft ca. 4.030 Euro), mit 15″-TFT-Bildschirm hingegen 6.349 DM (rund 3.246 Euro, nach heutiger Kaufkraft ca. 5.120 Euro). Am 3. Juli 2001 gab Apple bekannt, dass der Cube mangels Verkaufserfolgs eingestellt wurde.
Den Support für den Cube stellte Apple am 6. August 2008 endgültig ein, wobei schon zuvor nur noch für in Kalifornien gekaufte Geräte Ersatzteile bestellt werden konnten.

## Kult
Die Käufer des Cube lieb(t)en ihn wegen seiner kompakten Bauweise und der Ruhe im Büro durch die lüfterlose Bauweise. Bereits kurze Zeit nach seiner Produktionseinstellung avancierte der Cube zum Kultobjekt, was in erster Linie an seinem außergewöhnlichen Design (der Würfelform in einem transparenten Plexiglas-Gehäuse) lag, zum anderen aber auch an seinem lüfterlosen Konzept. Um dies zu ermöglichen, wird die warme Luft durch Konvektion abtransportiert. Daher hat der Cube zwei Öffnungen: eine auf der Rückseite des Gehäuses, durch die Kaltluft eintreten kann, und eine Öffnung oben, durch die warme Luft austreten kann. Der Effekt ist ähnlich wie bei einem Schornstein (Kamineffekt).

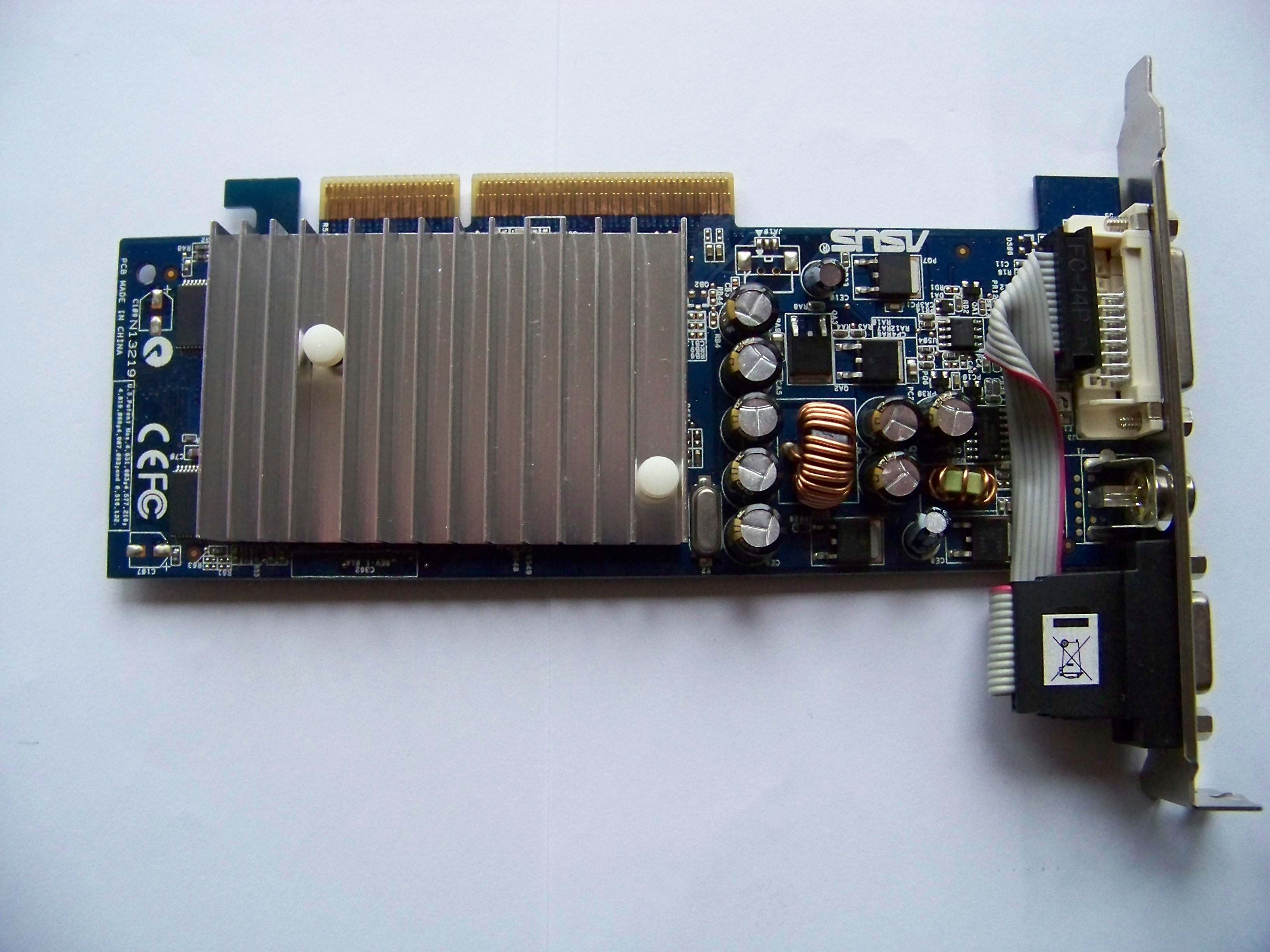
Die Low-Profile-Version der Geforce 6200 passt nahezu unmodifiziert in den Cube.

Noch Jahre nachdem Apple jegliche Unterstützung eingestellt hatte, gab es eingeschworene Fans des Cubes, die ihren Lieblingscomputer durch Upgrades verbesserten. Vor allem der Austausch der Prozessor-Platine und der Grafikkarte war unter Cube-Enthusiasten beliebt. Wie der größere Power Mac G4 unterstützt auch der Cube Prozessorkarten mit einem oder zwei G4-Prozessoren, wobei der Kontakt mit dem Prozessorkühler in jedem Fall hergestellt sein muss und unter Umständen, abhängig von der resultierenden Hitzeentwicklung, ein 80-mm-Gehäuselüfter benötigt wird. Die schnellste Cube-kompatible Prozessorkarte vom August 2005 nutzt einen mit 1,8 GHz getakteten PPC7447a, wobei grundsätzlich auch Dual-Prozessor-Konfigurationen möglich sind. Als alternative Grafikkarte passt neben der GeForce2 MX auch die lüfterlose PC-Version der Geforce 6200 nahezu unmodifiziert in den Cube, was eine Firmware-Aktualisierung mit einer modifizierten Variante der Mac-Flash-Firmware derselben (aber zu großen) Karte erfordert. Für die Installation muss das Slotblech der Originalkarte verwendet werden, allerdings hat der Cube danach statt dem ADC- einen DVI-Monitoranschluss. Für die GeForce 6200 sind sowohl Treiber für Mac OS X als auch für Mac OS 9 verfügbar. Mit der weiten Verbreitung von Solid-State-Drives werden auch diese gerne in den Cube eingebaut, da dann gar kein Betriebsgeräusch mehr zu hören ist – außer bei Verwendung schnellerer Prozessoren, die das lüfterlose Konzept bedingt durch die zusätzliche Abwärme untergraben.
Wegen seines senkrecht eingebauten Slot-In-Laufwerks wurde er auch Apple-Toaster genannt (die ausgeworfene CD erinnert an Toastbrot).
Eine weitere Innovation war der sog. proximity switch, was dem Sinn nach als „Annäherungsschalter“ übersetzt werden kann. Bloße Positionierung der Hand oder eines Fingers über einem Bereich des Gehäuses schaltet den Cube ein.